# Leioproctus nomiaeformis
Leioproctus nomiaeformis är en biart som först beskrevs av Cockerell 1930.  Leioproctus nomiaeformis ingår i släktet Leioproctus och familjen korttungebin. Inga underarter finns listade i Catalogue of Life.